# Сан летње ноћи (представа позоришта ДАДОВ)
Сан летње ноћи је позоришна представа коју је режирао Михаило Тошић на основу истоименог комада Вилијама Шекспира.
Представа је реализована у продукцији позоришта ДАДОВ, као пета премијера омладинског позоришта.
Премијерно приказивање било је априла 1960. у XVI београдској гимназији.
Тошић је поред режије радио и као техничко вођство представе.

## Улоге
| Лица                     | Глумци             |
| ------------------------ | ------------------ |
| Калим тлач               | Михајло Павличић   |
| Пера Дуња дунђерин       | Војислав Васић     |
| Фрања Фруча крпач мехова | Момчило Баљак      |
| Јоца гладница котлар     | Томислав Лутовац   |
| Кицош столар             | Драган И. Петровић |